# امیدچه (مشگین‌شهر)
امیدچه یک منطقهٔ مسکونی در ایران است که در دهستان ارشق شمالی واقع شده‌است. امیدچه ۱۲۱ نفر جمعیت دارد.